# Ав
Ав (ивр. אָב‎) — пятый месяц еврейского календаря при отсчёте от Исхода из Египта и одиннадцатый при отсчёте от сотворения мира. Соответствует приблизительно июлю — началу августа. Состоит из 30 дней.
Первые девять дней этого месяца (Девять дней) и особенно 9-е число (тиш’а бе-ав) отмечается иудеями как траурный период. Девятого ава были разрушены Первый Храм и Второй Храм, это день разрушения Иерусалима и уничтожения еврейского государства. 9-го ава верующие евреи соблюдают строгий пост и читают в синагогах «Плач Иеремии».
15-го ава отмечается праздник Ту бе-Ав.